# Cheyres
Cheyres är en ort och tidigare kommun i distriktet Broye i Fribourg, Schweiz. Den 1 januari 2017 slogs kommunerna Châbles och Cheyres samman till kommunen Cheyres-Châbles.